# Potápka obrovská
Potápka obrovská či tlustozobá (Podilymbus gigas) je vyhynulý druh potápky, který byl endemitem horského jezera Atitlán v Guatemale.

## Popis a biologie
Potápka obrovská byla příbuzná menší potápky americké (Podilymbus podiceps). Na rozdíl od jiných druhů potápek byla potápka obrovská nelétavá. Dosahovala délky okolo 42–52 cm, na hřbetě měla hnědé peří, břišní strana byla šedá s bílými skvrnami.
Snášela 1–5 vajec. Mláďata dosahovala nezávislosti ve věku kolem 10–12 týdnů. Potravu tvořily především ryby do délky 13 cm, hmyz a korýši. Statný zobák spolu se silnými svaly v oblasti hlavy, krku a zobáku byly uzpůsobeny lovu kraba Potamocarcinus guatemalensis, který byl kdysi v jezeře Atitlán velmi hojný a který patrně tvořil hlavní potravní složku potápky obrovské. Podle jedné studie se samci potápěli v průměru na 35 vteřin, samice na 27 vteřin.

## Vyhynutí
Druh byl objeven teprve ve dvacátých letech dvacátého století. Známé počáteční populační maximum nastalo v roce 1929, kdy bylo napočítáno kolem 400 potápek obrovských. V letech 1958–1960 došlo na jezeře Atitlán k vysazení okounků pstruhových (Micropterus salmoides), kteří představovali výrazné potravní konkurenty potápek obrovských a kteří predovali na mláďatech potápek. Následné sčítání v roce 1965 zaznamenalo již jen 1965 potápek obrovských. Série záchranných opatření a snad i adaptace potápek obrovských na pstruhy vedla k navýšení populace na circa 232 v roce 1975. Následoval však další prudký populační pokles a v roce 1980 již bylo napočítáno jen 130 jedinců, v roce 1984 jen 55 potápek a k poslednímu pozorování druhu došlo v roce 1986.
O záchranu potápek obrovských usilovala americká ekoložka Anne LaBastille zvaná Mama poc (výrazem poc místní obyvatelé označovali potápku obrovskou), která se snažila o přísnější ochranná opatření pro potápky, ale guatemalská občanská válka její snahy zhatila. K vyhynutí potápky obrovské přispělo více faktorů: potravní konkurence introdukovaného okounka pstruhového, katastrofální zemětřesení v Guatemale 1976, používání nylonových rybářských sítí, v nichž se řada potápek uškrtila, i komerční těžba rákosu pro výrobu koberců, která ptáky rušila při hnízdění.